# Sanjar Aljauli
Sanjar ibne Abedalá Aladim Abu Saíde Aljauli (Sanjar ibn Abdullah Alam al-Din Abu Sa'id al-Jawli; 1255–14 de janeiro de 1345) foi um poderoso emir mameluco e governador de Gaza e muito da Palestina entre 1311-20 durante o sultanato de Anácer Maomé e novamente por um breve período em 1342 durante o reinado do filho deste último Sale Ismail. Antes de seu primeiro mandato como governador, serviu brevemente como emir de Shoubak na Transjordânia e antes de seu segundo mandato como governador de Gaza, foi nomeado governador de Hama por três meses. Durante seu governo, se envolveu em vários projetos de construção em toda a Palestina, particularmente em Gaza. Esta último foi transformado de uma cidade pequena e politicamente insignificante em uma grande e próspera cidade sob sua liderança. Após sua nomeação como superintendente do Maristã no Cairo em 1344, reprimiu com sucesso uma rebelião do irmão de Ismail, Anácer Amade em Caraque. Depois, se concentrou no estudo da lei islâmica, publicando uma interpretação do trabalho do estudioso muçulmano Axafii antes de sua morte em 1345.

## Vida

### Primeiros anos e carreira militar
Aljauli nasceu em 1255 e é considerado pelo historiador mameluco do século XV, ibne Tagribirdi, ser de origem curda. Seu nome "aljauli" indica que era mameluco (soldado escravo) de Jauli, um emir de Baibars, um ex-sultão mameluco bari. Ibne Tagribirdi afirma que era muçulmano de primeira geração e seu pai era um certo Almuxide Abedalá. Após a morte de Jauli, Sanjar Aljauli mudou de aliança à casa do sultão Calavuno e, durante o reinado do filho deste último, o sultão Axerafe Calil (r. 1290–1293), mudou-se para Caraque, no sul da Transjordânia, junto com os outros mamelucos baris. Quando Quitebuga usurpou o sultanato do sultão Anácer Maomé (outro filho de Calavuno) em 1294, Aljauli foi nomeado para chefiar a cuxecaná (khushkhanah), uma força mameluca de elite leal ao sultão, e deixou Caraque para o Cairo. Durante esse tempo, se familiarizou com Ceifadim Salar, a quem passaria a se referir como seu "irmão". Serviu como ustadar açaguir de Salar (mordomo menor). Sob a tutela dos emires Salar e Baibars II, Aljauli foi nomeado em 1309 como emir de Shoubak, um posto de fortaleza ao sul de Caraque. Salar e Baibars II eram inimigos de Anácer Maomé, que foi restaurado ao poder em 1299, e foram influentes na usurpação do trono por Baibars II em 1309, encerrando o segundo reinado de Anácer Maomé. Apesar de sua amizade com Salar e Baibars II, Aljauli permaneceu leal aos mamelucos baris e juntou-se a Anácer Maomé no exílio deste último em Caraque após sua derrubada do sultanato. Em Caraque, cultivou uma estreita amizade com o deposto. Em 1310, dez meses depois de ser exilado, Anácer Maomé recuperou o sultanato de Baibars II. Aljauli, como o nababo (governador) de Caraque, desenvolveu a cidade extensivamente. Ordenou a construção de um palácio, uma casa de banhos, uma madraça (colégio islâmico), um cã (caravançarai), uma mesquita e um hospital, transformando o sítio em uma medina (cidade).

### Governador de Gaza e Palestina
Mais tarde, em 1311, Anácer Maomé nomeou Aljauli na'ib Ghazzah w'l Sahel w'l Jibal, tornando-o governador de Gaza e da planície costeira e áreas montanhosas da Palestina, incluindo Jerusalém, Hebrom, Jafa e Nablus. Detinha o título adicional de inspetor dos dois Harãs, que se referia à Mesquita de al-Aqsa e à Mesquita Ibraimi. Em grande parte por causa de seu relacionamento próximo com o sultão,  recebeu grandes ictas (feudos) e uma renda extraordinariamente alta para um emir de seu estatuto. De acordo com Almacrizi, um historiador da era mameluca, se envolveu em grandes obras de construção em Gaza e é creditado por transformar a cidade em uma metrópole. Ordenou a construção de um castelo, um hospital, mercados ao ar livre, um caravançarai, escolas islâmicas, mesquitas e banhos públicos. Também construiu um curso de corrida de cavalos. Favoreceu muito a cidade e sob seu governo, Gaza, que tinha sido relativamente insignificante durante os períodos cruzados e aiúbidas, tornou-se uma cidade florescente e importante.
Embora Tanquiz fosse o governador geral da Síria, Aljauli foi encarregado do rauque (pesquisa cadastral) em 1313, registrando os limites terrestres da província de Bilade Xame, excluindo Alepo e Trípoli. Passou vários meses em Damasco e foi obrigado a mobilizar parte dos exércitos desta última cidade e de Gaza para completar a tarefa. No início de 1314, apresentou os documentos completos a Anácer Maomé no Cairo. Em 1320, Aljauli entrou em disputa com Tanquiz sobre uma casa que estava sendo procurada por Tanquiz em Damasco que Aljauli possuía, mas se recusou a vender. O sultão interveio ao lado de Tanquiz. No final daquele ano, Aljauli foi preso por cerca de oito anos após acusações de corrupção e abuso de poder serem feitas contra ele. Em particular, foi acusado de distribuir ictas favorável para si mesmo e seus mamelucos quando supervisionou o levantamento cadastral da Síria em 1313-14. Após sua libertação em 1329, Aljauli recebeu o posto de emir arbaim (emir de quarenta [mamelucos]) e logo depois foi promovido a emir mia mocadão alfe (emir de cem [mamelucos], comandante de mil [soldados]). Após a morte do sultão em 1341, e um breve período de três diferentes sultões de vida curta, o filho de Anácer Maomé Sale Ismail, que se tornou sultão em 1342, nomeou Aljauli para ser nababo (governador) de Hama, um posto que ocupou por cerca de três meses antes de ser renomeado governador de Gaza, onde também serviu por cerca de três meses.

### Carreira no Cairo e morte
Depois de sua missão em Gaza, foi chamado de volta ao Cairo, a capital mameluca, para servir em vários altos cargos dentro do sultanato, principalmente o de superintendente do Maristã. Do Cairo, foi enviado para esmagar uma rebelião liderada pelo irmão de Ismail, Anácer Amade, em Caraque. Aljauli sitiou o castelo em Caraque, destruiu parte de sua muralha e capturou Amade vivo com sucesso. Assim o decapitou e enviou sua cabeça para Ismail. Retomou suas funções como superintendente depois de retornar ao Cairo. Durante este tempo, e já tendo estudado a lei islâmica, escreveu uma interpretação das obras do imame Axafii. Alcançou uma posição alta o suficiente na erudição muçulmana que lhe foi confiada a autoridade para emitir fatawa (éditos religiosos) de acordo com o madh'hab xafeísta ("escola de direito"). Em 14 de janeiro de 1345, morreu pacificamente aos 90 anos. Está enterrado em um mausoléu dentro do Madraça de Canca Salar e Sanjar, que construiu no Cairo em 1304. Seu túmulo fica ao lado do túmulo de Salar.

## Legado arquitetônico
Durante seu governo da Palestina, Aljauli embarcou em uma série de projetos arquitetônicos, particularmente em sua capital Gaza, mas também nas cidades do interior. Também construiu vários edifícios no Cairo, onde viveu até o fim de sua vida. Ao longo da rua Saliba, no Cairo medieval, perto da mesquita de ibne Tulune, fundou o Canca e Madraça de Salar e Sanjar Aljauli em 1304. O extenso complexo, projetado em estilo arquitetônico alepino, serviu como mesquita, madraça para o madabe xafeísta, um canga para a comunidade sufi e um mausoléu conjunto para Aljauli e seu amigo de longa data Ceifadim Salar. Aljauli mandou construir a tumba de Salar maior e mais ornamentada do que a sua como prova de seu respeito.
Em Gaza, ordenou a construção da Masjide Alhilué (a Bela Mesquita), que mais tarde foi destruída. Após sua destruição, a inscrição com a história da mesquita e seu fundador foi transferida à Mesquita Axamá, localizada em outra parte da cidade. Antes de seu governo, os mongóis destruíram a Grande Mesquita de Gaza durante sua breve invasão em 1260. Em 1318, Aljauli encomendou a reconstrução da Grande Mesquita e doou em seu nome e Anácer Maomé. Em 1320, mandou construir o Hamame Almali no bairro Zeitum de Gaza e hoje serve como o único banho turco em operação na cidade. Outras obras incluem a construção de uma madraça para o madabe xafeísta, um cã (caravançarai) e um maristã (hospital). Este último foi dotado em nome do então sultão Anácer Maomé e uma provisão foi feita de que o hospital deveria estar sempre sob a supervisão dos governadores de Gaza.
Aljauli realizou outros projetos de construção em toda a Palestina. Em Hebrom, construiu a Mesquita de Aljauli, em sua homenagem, com um teto de "pedra lindamente vestida" de acordo com Almacrizi. Na cidade costeira de Cacum, ordenou a construção de um grande caravançarai em 1315. Em 1320, fundou a Madraça Jaulia em Jerusalém. Construiu um caravançarai menor em Cariate Alcatibe, um ponto de parada entre Jerusalém e Jericó, e na floresta de Arçufe foi construído um arco (canatir). Em Alhanra, perto da cidade de Bete-Seã, ordenou a construção do Cã de Salar ("Caravançarai de Salar"), nomeado em homenagem a seu amigo Salar.